# Comissão de Negociação de Futuros de Commodities
A Comissão de Negociação de Futuros de Commodities (CFTC) é uma agência independente do governo dos Estados Unidos criada em 1974, que regula os mercados futuros e opções .
O Commodity Exchange Act (CEA),  7 USC § 1 et seq., proíbe a negociação fraudulenta de contratos de futuros. A missão declarada da CFTC é fomentar os mercados abertos, transparentes, competitivos e financeiramente sólidos, para evitar o risco sistêmico e para proteger participantes nos mercados, fundos, consumidores e público contra fraudes, manipulação e práticas abusivas relacionadas com derivados e outros produtos que estejam sujeitos à Commodity Exchange Act. Após a crise financeira dos anos 2007-08, e desde 2010 com a Lei Dodd-Frank de reforma de Wall Street e protecção do consumidor, a CFTC vem tramitando uma transição para trazer mais transparência e uma regulação mais estrita ao mercado de swaps multimillonários em dólares.